# 9151 Kettnergriswold
9151 Kettnergriswold este o planetă minoră (asteroid), cu un diametru de 4,722 km, din centura de asteroizi. A fost descoperită pe 25 iunie 1979 la Observatorul Siding Spring de Eleanor F. Helin. 
Obiectul prezintă o orbită caracterizată de o semiaxă mare de 2,4305595 UAi, o excentricitate de 0,13, o înclinație de 3,74569 ° în raport cu ecliptica.